# Dubna
Dubna (ros. Дубна) – miasto w centralnej europejskiej części Rosji, około 125 km na północ od Moskwy nad Wołgą. W Dubnej rozpoczyna się Kanał imienia Moskwy, łączący rzekę Wołgę z Moskwą.

## Historia
Pierwsza wzmianka o Dubnej pochodzi z 1134. Dubna została założona przez księcia rostowsko-suzdalskiego Jerzego Dołgorukiego, jednak w 1216 spalona przez księcia Mścisława II Udałego i ostatecznie zniszczona w 1238 w czasie najazdu Mongołów.
W 1946 podjęto decyzję o budowie akceleratora protonów. Wybrano miejsce oddalone od Moskwy, w pobliżu hydroelektrowni nad jeziorem zaporowym Iwankowo. Akcelerator, którego kierownikiem naukowym był Igor Kurczatow, oddano do użytku w 1949. Osiedle naukowe Dubna w 1956 otrzymało prawa miejskie.

## Dubna współcześnie
Dubna jest znana najbardziej z powodu mieszczącego się w niej Zjednoczonego Instytutu Badań Jądrowych (ZIBJ), zajmującego się badaniami naukowymi w zakresie fizyki, informatyki i radiobiologii. W 2001 uzyskało status „miasteczka naukowego” ((ros.) naukograd). Liczy ponad 60 tys. mieszkańców.
Od nazwy Dubnej pochodzi nazwa pierwiastka chemicznego dubn, otrzymanego po raz pierwszy w roku 1968 w ZIBJ. W 2009 roku w Dubnej zsyntetyzowano pierwiastek chemiczny tenes.
W 2011 w Dubnej odbyły się Mistrzostwa Świata w narciarstwie wodnym.
W Dubnej mieściła się fabryka Grupy Atlas (polskiego producenta materiałów chemii budowlanej), sprzedana w 2006 roku.

## Miasta partnerskie
- La Crosse, Stany Zjednoczone
- Giwat Szemu’el, Izrael
- Ałuszta, Ukraina